# Penicillamine
Penicillamine, được bán dưới tên thương mại là Cuprimine cùng một số tên khác, là một loại thuốc chủ yếu được sử dụng để điều trị bệnh Wilson. Thuốc cũng được sử dụng cho những người bị sỏi thận có nồng độ Cystine trong nước tiểu cao (cystine niệu), viêm khớp dạng thấp và nhiều loại nhiễm độc kim loại nặng. Thuốc được sử dụng qua đường uống.
Các tác dụng phụ dễ gặp phải bao gồm nổi mẩn, chán ăn, buồn nôn, tiêu chảy, và mức hồng cầu trong máu thấp. Các tác dụng phụ nghiêm trọng khác bao gồm các vấn đề về gan, viêm tắc phế quản và bệnh nhược cơ. Chúng không được khuyến cáo sử j dungở những người bị bệnh lupus ban đỏ. Sử dụng thuốc khi đang mang thai có thể gây hại cho em bé. Penicillamine hoạt động bằng cách gắn với các kim loại nặng; các phức hợp kim loại penicillamine-kết quả sau đó được loại bỏ khỏi cơ thể trong nước tiểu.
Penicillamine đã được chấp thuận cho sử dụng y tế tại Hoa Kỳ vào năm 1970. Nó nằm trong danh sách các loại thuốc thiết yếu của Tổ chức Y tế Thế giới, tức là các loại thuốc hiệu quả và an toàn nhất cần thiết trong một hệ thống y tế. Chi phí bán buôn ở các nước đang phát triển là khoảng 0,55 đến 1,20 USD một liều. Tại Hoa Kỳ, chi phí điều trị hơn 200 USD mỗi tháng.